# 怒江黄鹌菜
怒江黄鹌菜（学名：Youngia nujiangensis）为菊科黄鹌菜属下的一个种。